# Pascal Zuberbühler
Pascal Zuberbühler (Frauenfeld, 8 de Janeiro de 1971) é um ex-futebolista suíço que atuava como goleiro.
Tendo iniciado a carreira no Grasshopper, onde teve grande sucesso na carreira, se transferiu para o Basel, após oito temporadas defendendo o Grasshopper. No novo clube, foi titular durante sua primeira temporada, recebendo uma proposta de empréstimo do Bayer Leverkusen logo em seguida, mas acabou ficando apenas uma temporada, tendo disputando apenas treze partidas. Ainda passou pelo Aarau antes de retornar ao Basel.
No Basel, voltou a ganhar prestígio, tendo feito grandes partidas durante suas cinco temporadas desde os seus dois empréstimos. Após o término do contrato com o Basel, acabou mudando de ares, indo atuar no West Bromwich Albion. Apesar de iniciar como titular, acabou perdendo a vaga, logo retornou ao futebol suíço, indo atuar no Neuchâtel Xamax. Duas temporadas depois, acabou retornando à Inglaterra para ser reserva no Fulham.
Durante catorze anos defendeu a Seleção Suíça, disputando cinquenta e uma partidas. Esteve presente nas Eurocopas de 2004 e 2008, sendo ambas como reserva. Mas foi na disputa da Copa do Mundo de 2006 que Zuberbühler ganhou fama internacional, quando ficou suas quatro partidas sem sofrer gols. Além da grande marca de 463 minutos sem sofrer gols, acabou se tornando o primeiro goleiro a ser eliminado sem ser vazado (foi eliminado nos pênaltis nas oitavas de final diante da Ucrânia). Sua última partidas pela seleção foi na vitória sobre Portugal na Eurocopa 2008.